# Повјат камјењски
Повјат камјењски је повјат (округ) у сјеверозападној Пољској, у Западнопоморском војводству, основан 1999. године као дио административне реформе. Његово сједиште је град Камјењ Поморски. Налази се на острву Волин, на Тшебјатовској обали и Грифичкој равници.